# Donje Vlase
Donje Vlase (en serbe cyrillique : Доње Власе) est un village de Serbie situé dans la municipalité de Palilula et sur le territoire de la ville de Niš, district de Nišava. Au recensement de 2011, il comptait 251 habitants.

## Démographie
| 1948 | 1953 | 1961 | 1971 | 1981 | 1991 | 2002 | 2011 |
| ---- | ---- | ---- | ---- | ---- | ---- | ---- | ---- |
| 580  | 624  | 533  | 387  | 239  | 182  | 152  | 251  |

|  |